# 대전은어송중학교
대전은어송중학교는 대한민국 대전광역시 동구 대성동에 있는 공립 중학교이다.

## 학교 연혁
- 2006년 11월 6일 : 학교 설립 인가 (24학급)
- 2007년 3월 2일 : 개교 일반학급 7, 특수학급 1 (8학급 187명)
- 2023년 3월 1일 : 제6대 이정수 교장 취임
- 2024년 1월 5일 : 제17회 졸업 8학급 251명 (계 4,081명)
- 2024년 3월 4일 : 제20회 입학 8학급 224명

## 참고 자료
- 대전은어송중학교 - 한국교육학술정보원 학교알리미